# Peoria (Arizona)

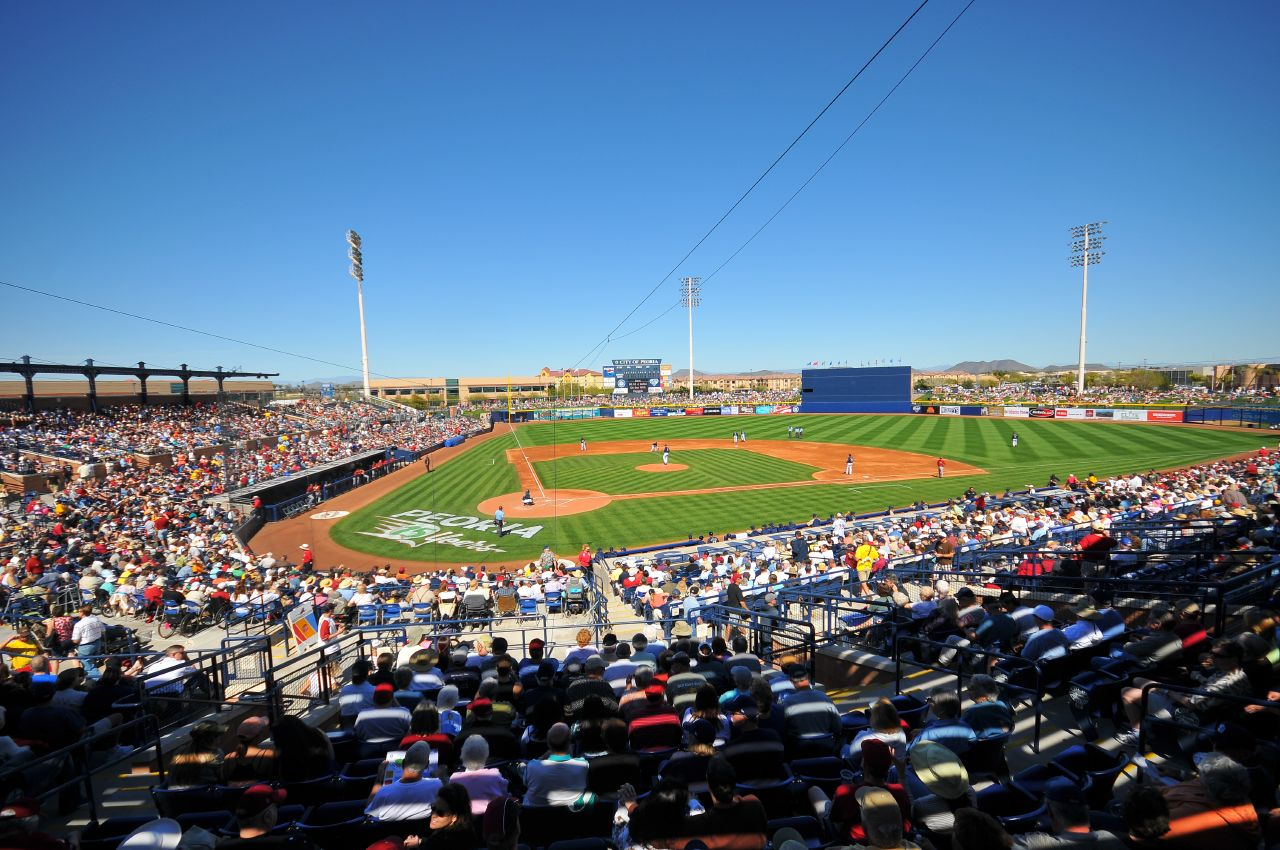
Kompleks sportowy w Peorii

Położenie w stanie Arizona

Peoria – miasto w Stanach Zjednoczonych, w stanie Arizona, w hrabstwie Maricopa (fragment leży w sąsiednim hrabstwie Yavapai). Według spisu w 2020 roku liczy 191 tys. mieszkańców. Należy do obszaru metropolitalnego Phoenix.
W mieście rozwinął się przemysł metalowy, odzieżowy oraz maszynowy.

## Demografia
Według danych pięcioletnich z 2021 roku, 76,4% mieszkańców stanowiła ludność biała (66% nie licząc Latynosów), 8,7% miało rasę mieszaną, 5,4% to Azjaci, 3,3% to czarnoskórzy Amerykanie lub Afroamerykanie, 0,9% to rdzenna ludność Ameryki i 0,2% to Hawajczycy i mieszkańcy innych wysp Pacyfiku. Latynosi stanowili 20,6% ludności miasta.